# Tetradium daniellii
Tetradium daniellii, cunoscut și ca arborele de miere, copacul albinelor sau evodia coreeană, este o specie de plantă cu flori din familia Rutaceae. Este originară din Coreea și sud-vestul Chinei.
Tetradium daniellii var. hupehensis a fost clasificat anterior ca Euodia hupehensis.

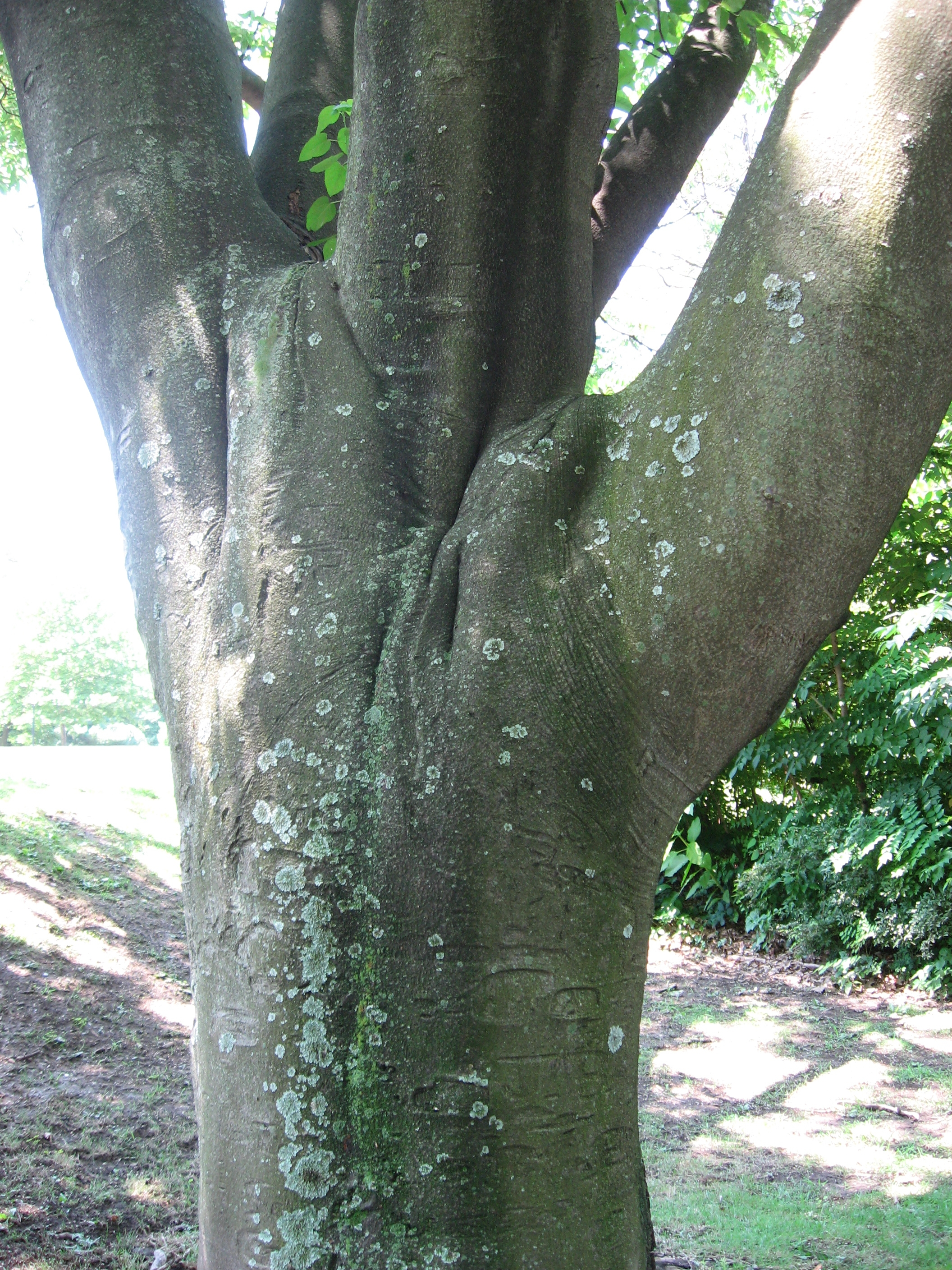
Trunchi de T. daniellii
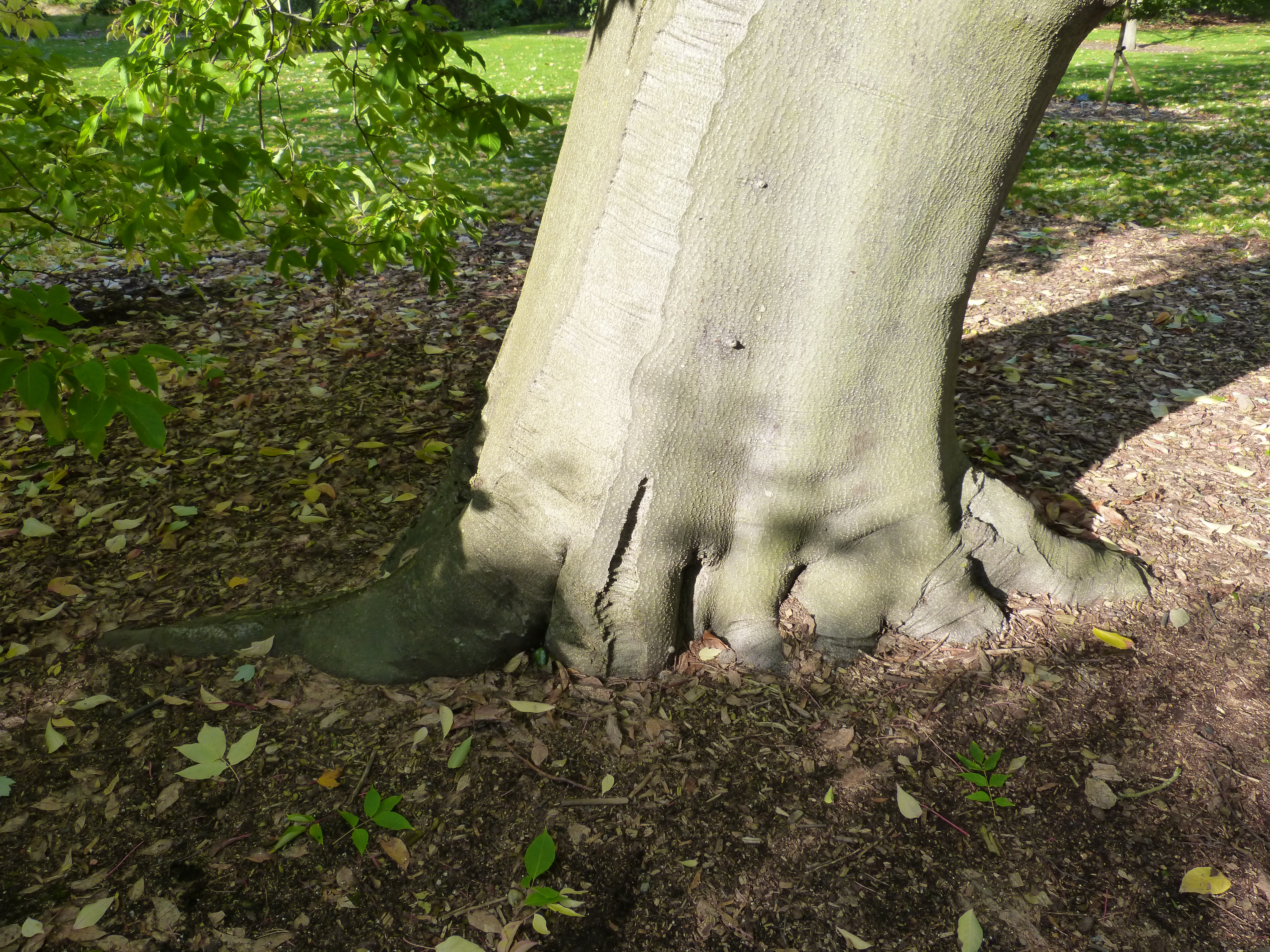
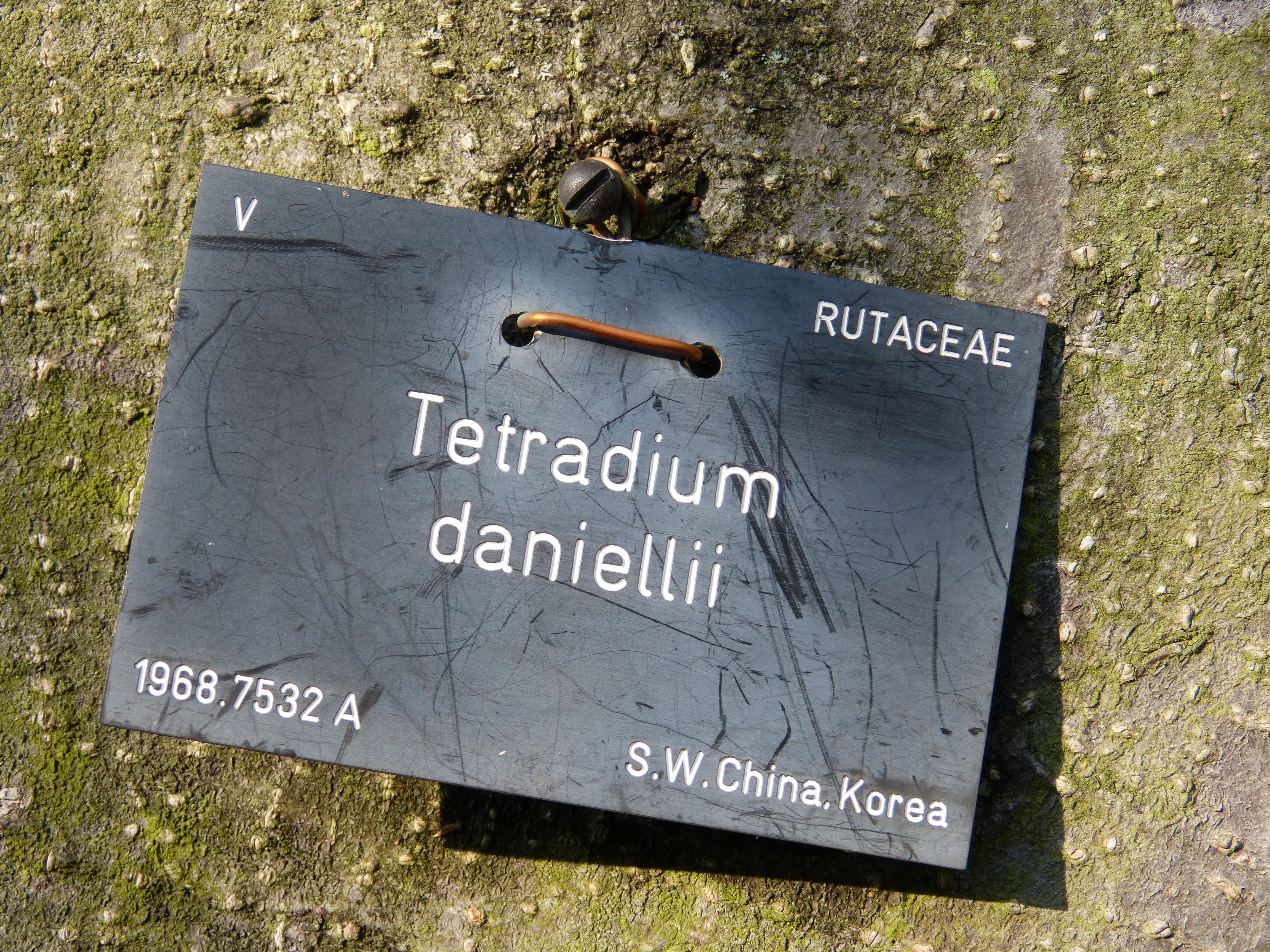
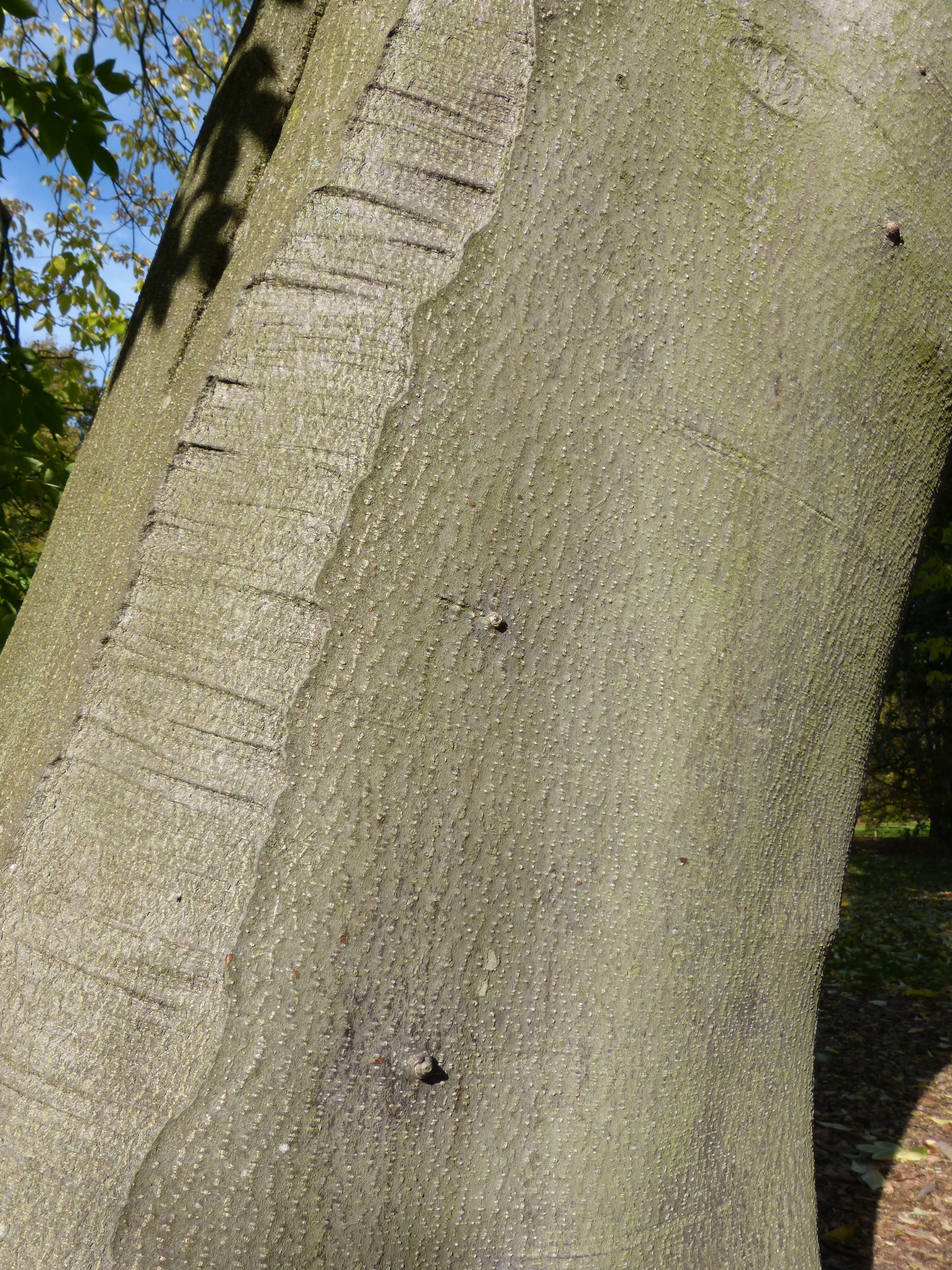